# Gli angeli di Borsellino
Os anjos de Borsellino (em italiano, Gli angeli di Borsellino) é um filme italiano de 2003, de gênero dramático, dirigido pelo cineasta Rocco Cesareo.

## Sinopse
O filme fala de Emanuela Loi, policial de guarda-costa ao juíz Paolo Borsellino. No filme, Emanuela conta de seu trabalho, de seus medos e de sua ansiedade.
A história do filme é passada nos dias 13 de maio a 19 de julho de 1992, que separam os dois atentados mortais aos juízes sicilianos Giovanni Falcone e Borsellino.